# Iglesia de Sant Marc y Santa Maria
La iglesia de Sant Marc y Santa Maria es una iglesia situada en la parroquia de Encamp (Andorra).
De origen románico del siglo XII, aunque existen indicios arqueológicos de un mausoleo o edificación funeraria anterior de época romana —siglos III-IV—, fue reformada los siglos XVI y XVII con unos nuevos ábsides y nave. En el presente se encuentra dentro del cementerio comunal de la localidad construido en 1936 y, en julio del año 2003, fue declarada Bien de Interés Cultural de Andorra.

## Descripción

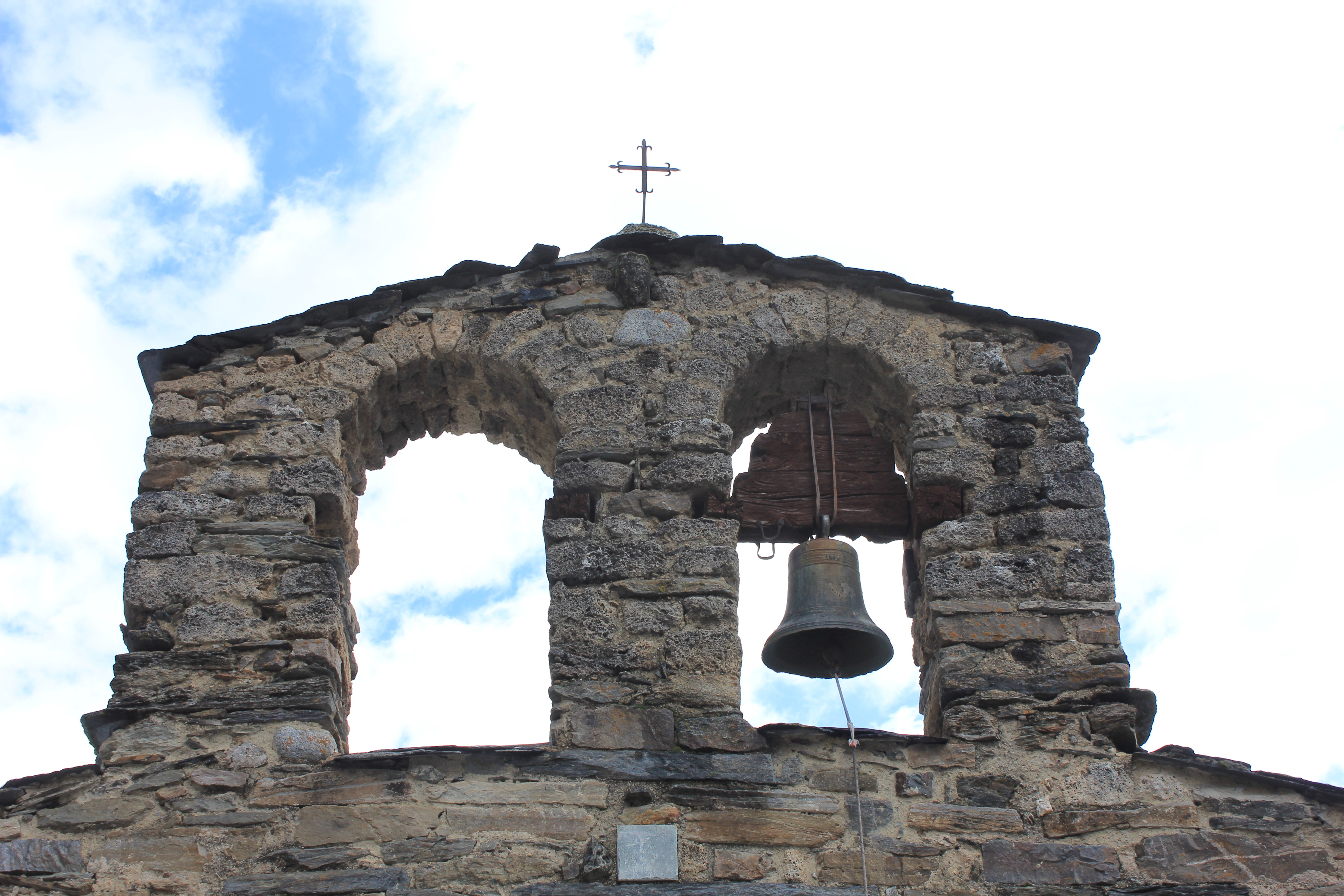
Vista del campanario de espadaña con los dos ojos.

La planta es de una sola nave rectangular originariamente acabada en un ábside semicircular sustituido el siglo XVI por un ábside trapezoidal. Se conservan unos fragmentos de pinturas murales románicas encontradas en la base de los muros.
La nave se restauró en el siglo XVIII; en el interior se encuentra un coro y la base de un altar románico con un reconditorio —hueco destinado a guardar reliquias—. También alberga un retablo del siglo XVII, policromado, que muestra escenas de la vida de santa María. Sobre la puerta de entrada se encuentra inscrita la fecha 1712. El muro suroeste es de la primitiva iglesia románica. Está coronado por un campanario de espadaña de dos ojos con arcos de medio punto. En la parte superior del campanario, bajo la cubierta de pizarra, hay dos cabezas humanas esculpidas de manera muy tosca.